# Saint-Estèphe (Dordogne)
Pour les articles homonymes, voir Saint-Estèphe.
Saint-Estèphe est une commune française située dans le département de la Dordogne, en région Nouvelle-Aquitaine.
Elle est intégrée au parc naturel régional Périgord-Limousin.

## Géographie
Dans le nord du département de la Dordogne, à l'intérieur du parc naturel régional Périgord-Limousin, la commune de Saint-Estèphe se trouve dans le Nontronnais. C'est une commune rurale qui fait partie de l'aire d'attraction de Nontron, zonage d’étude défini par l'Insee, qui a remplacé en 2020 l'aire urbaine de Nontron dont la commune ne faisait pas partie. Elle est arrosée par la Doue et le ruisseau de Varaignes, ce dernier prenant sa source sur le territoire communal.
Le territoire communal se trouve tout entier sur le socle granitique du massif de Piégut-Pluviers.
Le petit bourg, traversé par la route départementale (RD) 88, se situe, en distances orthodromiques, sept kilomètres au nord de Nontron et quinze kilomètres au sud-est de Montbron.
La commune est également desservie par les RD 3, 91, 91E3 et 92.
Dans l'est, entre Piégut-Pluviers et Augignac, le sentier de grande randonnée GR 4 fait une incursion d'environ trois kilomètres et demi sur le territoire communal, en deux tronçons.

### Communes limitrophes
Saint-Estèphe est limitrophe de six autres communes. Au sud, son territoire est distant de moins de 400 mètres de celui de Nontron.
| Bussière-Badil | Busserolles   | Piégut-Pluviers |
| Étouars        | Saint-Estèphe | Augignac        |
|                | Le Bourdeix   |                 |

### Géologie et relief

#### Géologie
Situé sur la plaque nord du Bassin aquitain et bordé à son extrémité nord-est par une frange du Massif central, le département de la Dordogne présente une grande diversité géologique. Les terrains sont disposés en profondeur en strates régulières, témoins d'une sédimentation sur cette ancienne plate-forme marine. Le département peut ainsi être découpé sur le plan géologique en quatre gradins différenciés selon leur âge géologique. Saint-Estèphe est dans le gradin extrême nord-est que constitue le dernier contrefort du Massif central, avec des roches cristallines formées au Paléozoïque, antérieurement au Carbonifère.
Les couches affleurantes sur le territoire communal sont constituées  datant du Paléozoïque, ainsi que de roches magmatiques. La formation la plus ancienne, notée pγ3, fait partie des granodiorites de Piégut-Pluviers, composée de granite à biotite, gros grain, tendance porphyroïde (Carbonifère supérieur). La formation la plus récente, notée μγ3-4, se compose de microgranites porphyriques à biotite, gris ou roses, en filons recoupant les massifs granitiques (Carbonifère supérieur). Le descriptif de ces couches est détaillé dans  la feuille « no 710 - Montbron » de la carte géologique au 1/50 000 de la France métropolitaine, et sa notice associée.

Carte géologique de Saint-Estèphe.

#### Relief et paysages
Le département de la Dordogne se présente comme un vaste plateau incliné du nord-est (491 m, à la forêt de Vieillecour dans le Nontronnais, à Saint-Pierre-de-Frugie) au sud-ouest (2 m à Lamothe-Montravel). L'altitude du territoire communal varie quant à elle entre 177 mètres au sud, en aval du moulin de Ligneras, là où la Doue quitte la commune pour s'écouler sur celle du Bourdeix, et 300 mètres au nord, quelques centaines de mètres à l'ouest du lieu-dit Lacaujamet.
Dans le cadre de la Convention européenne du paysage entrée en vigueur en France le 1er juillet 2006, renforcée par la loi du 8 août 2016 pour la reconquête de la biodiversité, de la nature et des paysages, un atlas des paysages de la Dordogne a été élaboré sous maîtrise d’ouvrage de l’État et publié en octobre 2020. Les paysages du département s'organisent en huit unités paysagères,. La commune est dans l'unité paysagère du « Périgord limousin » qui correspond à la région naturelle du Nontronnais. Ce territoire forme un plateau collinaire aux pentes douces et sommets arasés, d’altitude moyenne autour des 300 m dont le point culminant est également celui de la Dordogne. Ce plateau cristallin est vallonné et dominé par les prairies aux horizons boisés. Il est entaillé de vallées profondes aux versants forestiers,.
La superficie cadastrale de la commune publiée par l'Insee, qui sert de référence dans toutes les statistiques, est de 21,37 km2,,. La superficie géographique, issue de la BD Topo, composante du Référentiel à grande échelle produit par l'IGN, est quant à elle de 22,21 km2.

### Hydrographie

#### Réseau hydrographique
La commune est située dans le bassin versant de la Charente au sein du Bassin Adour-Garonne. Elle est drainée par la Doue, le ruisseau de Varaignes, la Planche, le ruisseau des Forges et par divers petits cours d'eau, qui constituent un réseau hydrographique de 27 km de longueur totale,. Elle est parsemée de très nombreux étangs.
La Doue, d'une longueur totale de 17,45 km, prend sa source dans la commune de Piégut-Pluviers et se jette dans le Bandiat en rive droite à Javerlhac-et-la-Chapelle-Saint-Robert,. Elle arrose la commune de l'est au sud-ouest sur sept kilomètres, marquant la limite territoriale à l'est sur un kilomètre et demi, face à Augignac, et formant un plan d'eau de 20 hectares, le Grand étang de Saint-Estèphe.
Le ruisseau de Varaignes, également appelé Crochet dans sa partie médiane ou ruisseau de l'Étang d'Assat dans sa partie amont, d'une longueur totale de 13,46 km, prend sa source dans le nord de la commune et se jette dans le Bandiat en rive droite, en deux bras à Varaignes, face à Javerlhac-et-la-Chapelle-Saint-Robert,. Il arrose le territoire communal sur près de trois kilomètres et lui sert de limite naturelle au nord-est sur près d'un kilomètre et demi, face à Bussière-Badil.
Affluent de rive droite de la Doue, le ruisseau des Forges prend sa source près du lieu-dit Lacaujamet, dans le nord-est de la commune, et traverse le territoire communal vers l'ouest sur quatre kilomètres et demi.
La Planche, affluent de rive gauche du Trieux, prend sa source près du lieu-dit Peyrat, également dans le nord-est de la commune qu'elle arrose sur plus d'un kilomètre.

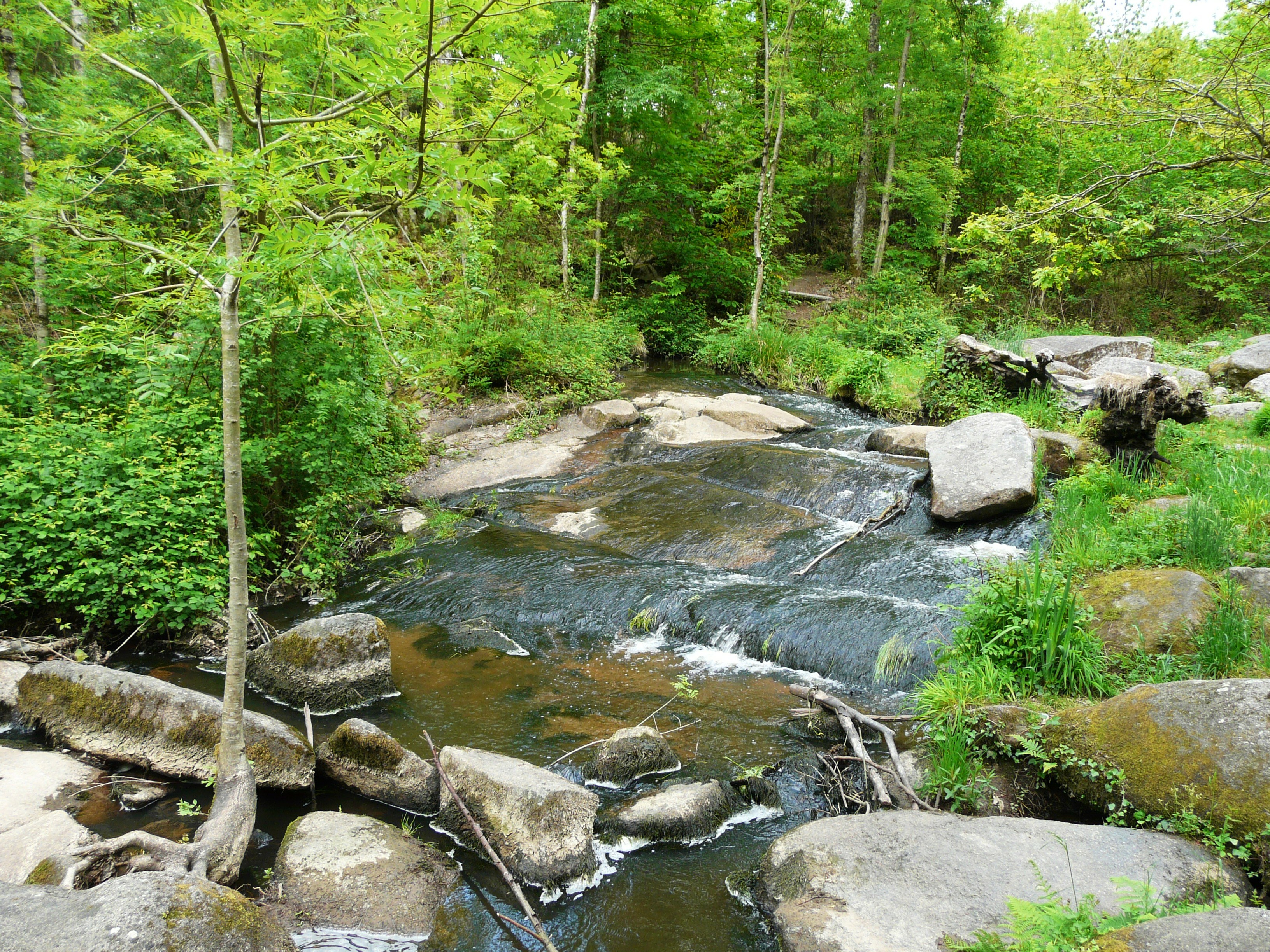
La Doue au niveau du Roc-branlant.
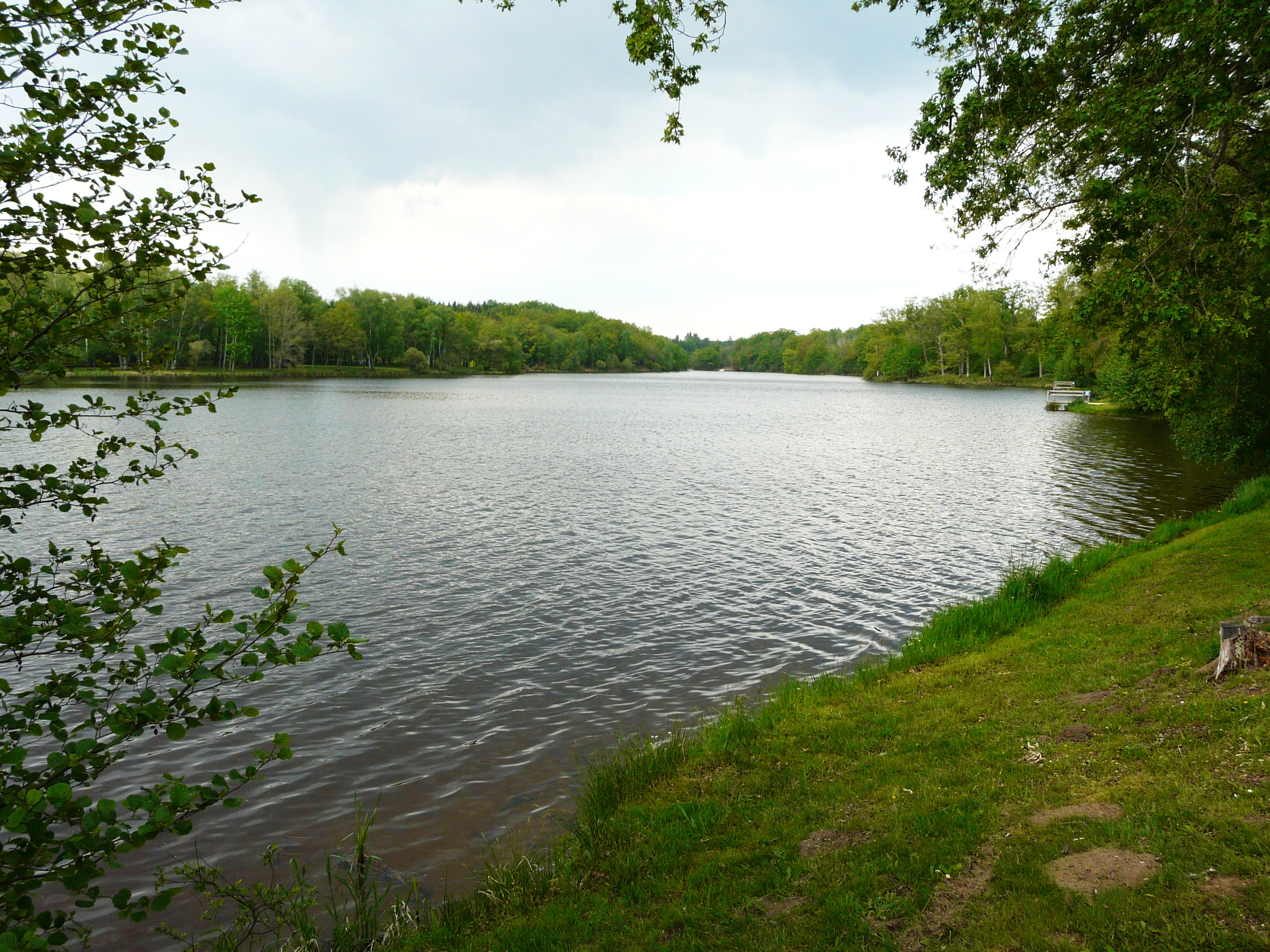
Le Grand étang.
Réseaux hydrographique et routier de Saint-Estèphe.

#### Gestion et qualité des eaux
Le territoire communal est couvert par le schéma d'aménagement et de gestion des eaux (SAGE) « Charente ». Ce document de planification, dont le territoire correspond au bassin de la Charente, d'une superficie de 9 300 km2, a été approuvé le 19 novembre 2019. La structure porteuse de l'élaboration et de la mise en œuvre est l'établissement public territorial de bassin Charente. Il définit sur son territoire les objectifs généraux d’utilisation, de mise en valeur et de protection quantitative et qualitative des ressources en eau superficielle et souterraine, en respect des objectifs de qualité définis dans le troisième SDAGE  du Bassin Adour-Garonne qui couvre la période 2022-2027, approuvé le 10 mars 2022.
La qualité des eaux de baignade et des cours d’eau peut être consultée sur un site dédié géré par les agences de l’eau et l’Agence française pour la biodiversité.

### Climat
Pour des articles plus généraux, voir Climat de la Nouvelle-Aquitaine et Climat de la Dordogne.
Historiquement, la commune est exposée à un climat océanique limousin.  
En 2020, Météo-France publie une typologie des climats de la France métropolitaine dans laquelle la commune est exposée à un climat océanique altéré et est dans la région climatique  Aquitaine, Gascogne, caractérisée par une pluviométrie abondante au printemps, modérée en automne, un faible ensoleillement au printemps, un été chaud (19,5 °C), des vents faibles, des brouillards fréquents en automne et en hiver et des orages fréquents en été (15 à 20 jours).
Pour la période 1971-2000, la température annuelle moyenne est de 12 °C, avec  une amplitude thermique annuelle de 14,7 °C. Le cumul annuel moyen de précipitations est de 976 mm, avec 12,2 jours de précipitations en janvier et 7,2 jours en juillet. Pour la période 1991-2020, la température moyenne annuelle observée sur la station météorologique la plus proche, située sur la commune de Montembœuf à 22 km à vol d'oiseau, est de 12,7 °C et le cumul annuel moyen de précipitations est de 972,4 mm,. Pour l'avenir, les paramètres climatiques de la commune estimés pour 2050 selon différents scénarios d’émission de gaz à effet de serre sont consultables sur un site dédié publié par Météo-France en novembre 2022.

## Urbanisme

### Typologie
Au 1er janvier 2024, Saint-Estèphe est catégorisée commune rurale à habitat très dispersé, selon la nouvelle grille communale de densité à 7 niveaux définie par l'Insee en 2022.
Elle est située hors unité urbaine. Par ailleurs la commune fait partie de l'aire d'attraction de Nontron, dont elle est une commune de la couronne,. Cette aire, qui regroupe 19 communes, est catégorisée dans les aires de moins de 50 000 habitants,.

### Occupation des sols
L'occupation des sols de la commune, telle qu'elle ressort de la base de données européenne d’occupation biophysique des sols Corine Land Cover (CLC), est marquée par l'importance des forêts et milieux semi-naturels (52,9 % en 2018), une proportion sensiblement équivalente à celle de 1990 (52,5 %). La répartition détaillée en 2018 est la suivante : 
forêts (52,9 %), zones agricoles hétérogènes (34,9 %), prairies (5,6 %), eaux continentales (3,9 %), zones urbanisées (2,6 %). L'évolution de l’occupation des sols de la commune et de ses infrastructures peut être observée sur les différentes représentations cartographiques du territoire : la carte de Cassini (XVIIIe siècle), la carte d'état-major (1820-1866) et les cartes ou photos aériennes de l'IGN pour la période actuelle (1950 à aujourd'hui).

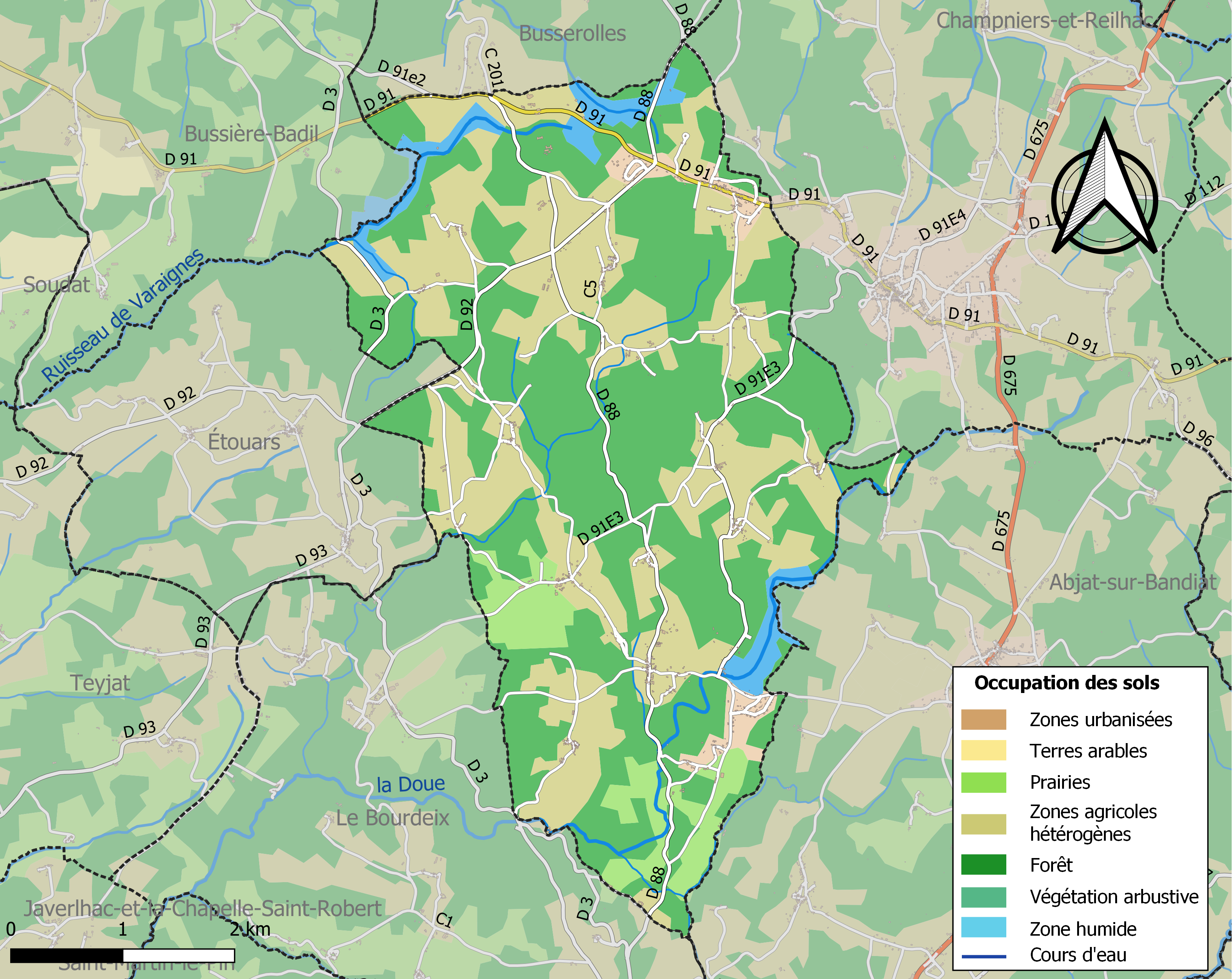
Carte des infrastructures et de l'occupation des sols de la commune en 2018 (CLC).

### Villages, hameaux et lieux-dits
Outre le bourg de Saint-Estèphe proprement dit, le territoire se compose d'autres villages ou hameaux, ainsi que de lieux-dits :
- Badeix
- Barraud
- les Blancs
- Bois Charbonnières
- le Bois Périgord
- les Bonneix
- Bridarias
- le Briodet
- Chevalarias
- l'Étang Neuf
- Fixard
- Font Froide
- les Forêts
- Gondat
- le Grand Étang
- la Grange
- la Haute Sudrie
- Lacaujamet
- les Landes de Barraud
- Ligneras
- Maisonneuve
- les Malibas
- la Ménardie
- Mérigaud
- le Moulin de Lapeyre
- le Moulin de Ligneras
- le Moulin Fondu
- les Périgords
- les Petits Moulins
- Peyrat
- la Pouge
- Puycharnaud
- les Quatre Routes
- Roc Branlant
- les Rochers
- Seguinaud
- Serve des Demoiselles
- la Sudrie
- le Verger
- Villepradeau.

### Prévention des risques
Le territoire de la commune de Saint-Estèphe est vulnérable à différents aléas naturels : météorologiques (tempête, orage, neige, grand froid, canicule ou sécheresse), feux de forêts et séisme (sismicité faible). Un site publié par le BRGM permet d'évaluer simplement et rapidement les risques d'un bien localisé soit par son adresse soit par le numéro de sa parcelle.
Saint-Estèphe est exposée au risque de feu de forêt. L’arrêté préfectoral du 14 mars 2013 fixe les conditions de pratique des incinérations et de brûlage dans un objectif de réduire le risque de départs d’incendie. À ce titre, des périodes sont déterminées : interdiction totale du 15 février au 15 mai et du 15 juin au 15 octobre, utilisation réglementée du 16 mai au 14 juin et du 16 octobre au 14 février. En septembre 2020, un plan inter-départemental de protection des forêts contre les incendies (PidPFCI) a été adopté pour la période 2019-2029,.
La commune a été reconnue en état de catastrophe naturelle au titre des dommages causés par les inondations et coulées de boue survenues en 1982, 1983 et 1999, par la sécheresse en 1989, 2003 et 2011 et par des mouvements de terrain en 1999.

## Toponymie
Le nom du lieu fait référence à saint Étienne, premier martyr de la chrétienté.
Saint-Estèphe est dérivé de l'occitan Sent Estefe, correspondant à Saint-Étienne,.
En occitan, la commune porte le nom de Sent Estefe.

## Histoire
Au lieu-dit Badeix, l'ordre de Grandmont établit au XIIe siècle le prieuré Notre-Dame et Saint-Jean-Porte-Latine dont subsistent d'importants vestiges.
Le nom de Saint-Estèphe est relevé sous la forme latine de Sanctus Stephanus deus Ledros au milieu du XIIIe siècle. Sur la carte de Cassini représentant la France entre 1756 et 1789, le village apparaît sous le nom de Saint Étienne de Droux et c'est d'abord sous ce nom qu'est créée la commune à la Révolution française.

## Politique et administration

### Intercommunalité
Fin 2001, Saint-Estèphe intègre la communauté de communes du Périgord vert granitique créée un an plus tôt. Celle-ci est dissoute au 31 décembre 2013 et remplacée au 1er janvier 2014 par la communauté de communes du Haut-Périgord. Au 1er janvier 2017, celle-ci fusionne avec la communauté de communes du Périgord vert nontronnais pour former la communauté de communes du Périgord Nontronnais.

### Administration municipale
La population de la commune étant comprise entre 500 et 1 499 habitants au recensement de 2017, quinze conseillers municipaux ont été élus en 2020,.
Le conseil municipal comporte le maire , quatre maires adjoints et dix conseillers municipaux.

### Liste des maires

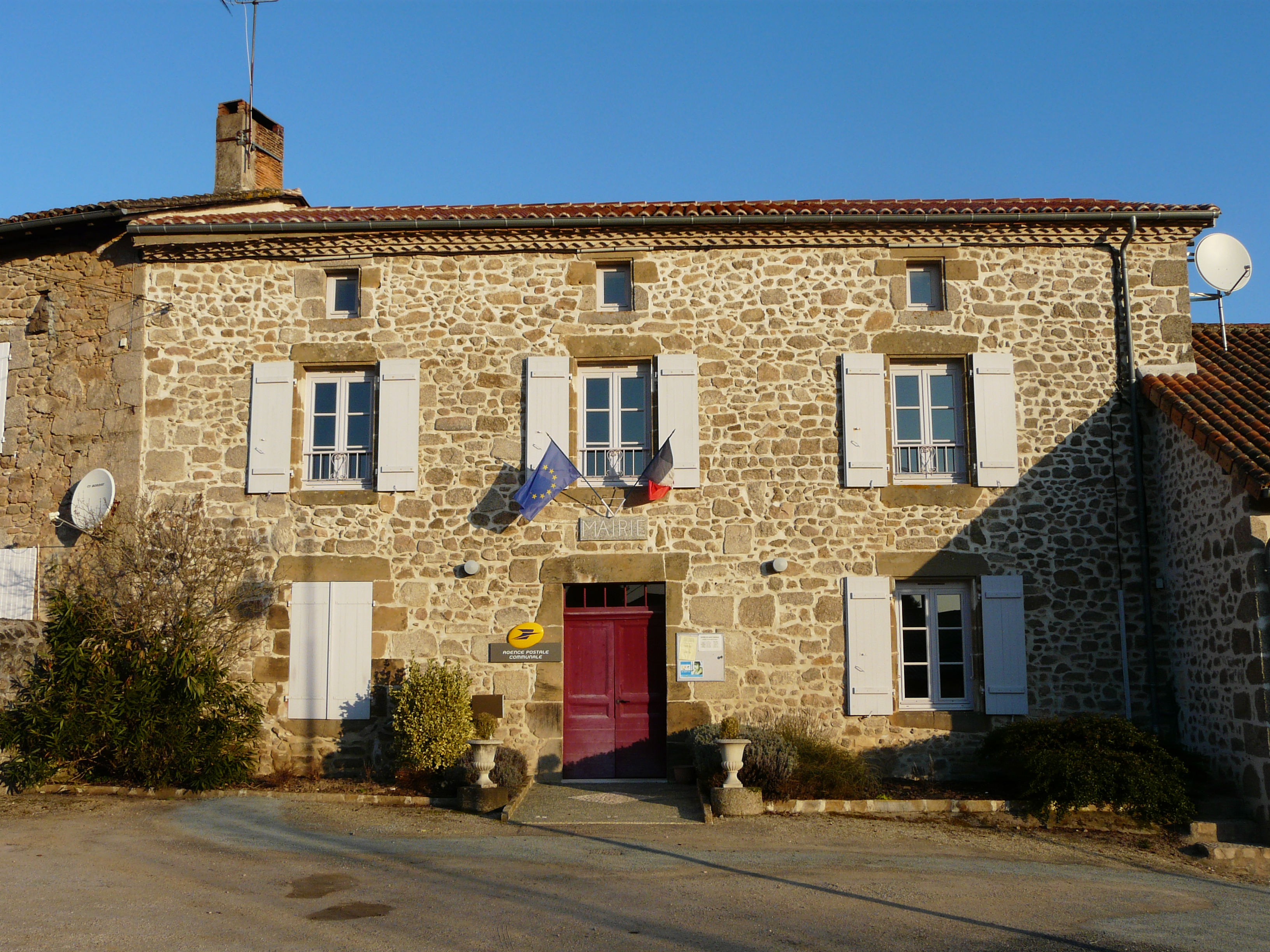
La mairie et l'agence postale
de Saint-Estèphe.

| Période                                  | Période        | Identité                               | Étiquette  | Qualité                                                                 |
| ---------------------------------------- | -------------- | -------------------------------------- | ---------- | ----------------------------------------------------------------------- |
| Les données manquantes sont à compléter. |                |                                        |            |                                                                         |
|                                          |                |                                        |            |                                                                         |
| (1881 ou avant)                          | août 1899      | François (ou Xavier François) Marchive |            |                                                                         |
| octobre 1899                             | mai 1904       | Jean Baptiste Pucelle                  |            |                                                                         |
| mai 1904                                 | mai 1912       | François Faye                          |            |                                                                         |
| mai 1912                                 | septembre 1912 | Jean Baptiste Pucelle                  |            |                                                                         |
| septembre 1912                           | novembre 1924  | Pierre Boudoire                        |            |                                                                         |
| novembre 1924                            | janvier 1925   | Pierre Calandreau                      |            | Adjoint faisant fonctions de maire                                      |
| janvier 1925                             | 1942           | Pierre Calandreau                      |            |                                                                         |
| 1942                                     | mars 1959      | François Chesson                       |            |                                                                         |
| mars 1959                                | mars 1965      | Martial Fauconnet                      |            |                                                                         |
| mars 1965                                | mars 2001      | René Dutin                             | PCF        | Conseiller général du canton de Nontron (1979-2011), Député (1997-2002) |
| mars 2001                                | février 2002   | Michel Mappas                          |            |                                                                         |
| avril 2002                               | mars 2014      | Marc Veyssière                         | SE puis PS | Retraité de l'éducation nationale                                       |
| mars 2014 (réélu en mai 2020)            | En cours       | Éric Forgeneuf                         | DVG        | Exploitant agricole                                                     |

## Équipements et services publics

### Enseignement
Au niveau des classes de maternelle et de primaire, la commune est organisée en regroupement pédagogique intercommunal (RPI) avec la commune voisine d'Augignac.

### Justice
Dans le domaine judiciaire, Saint-Estèphe relève : 
- du tribunal judiciaire, du tribunal pour enfants, du conseil de prud'hommes et du tribunal de commerce de Périgueux ;
- du pôle Nationalité du tribunal judiciaire de Périgueux (compétent uniquement dans le domaine de la nationalité) ;
- de la cour d'appel, du tribunal administratif et de la  cour administrative d'appel de Bordeaux.

## Population et société

### Démographie
L'évolution du nombre d'habitants est connue à travers les recensements de la population effectués dans la commune depuis 1793. Pour les communes de moins de 10 000 habitants, une enquête de recensement portant sur toute la population est réalisée tous les cinq ans, les populations de référence des années intermédiaires étant quant à elles estimées par interpolation ou extrapolation. Pour la commune, le premier recensement exhaustif entrant dans le cadre du nouveau dispositif a été réalisé en 2005.

En 2022, la commune comptait 584 habitants, en évolution de −4,58 % par rapport à 2016 (Dordogne : +0,37 %, France hors Mayotte : +2,11 %).
| 1793 | 1800 | 1806 | 1821  | 1831  | 1836  | 1841  | 1846  | 1851  |
| ---- | ---- | ---- | ----- | ----- | ----- | ----- | ----- | ----- |
| 728  | 755  | 870  | 1 085 | 1 094 | 1 086 | 1 080 | 1 115 | 1 146 |

| 1856  | 1861  | 1866  | 1872  | 1876  | 1881  | 1886  | 1891  | 1896  |
| ----- | ----- | ----- | ----- | ----- | ----- | ----- | ----- | ----- |
| 1 142 | 1 077 | 1 112 | 1 067 | 1 092 | 1 148 | 1 182 | 1 204 | 1 191 |

| 1901  | 1906  | 1911  | 1921  | 1926  | 1931 | 1936 | 1946 | 1954 |
| ----- | ----- | ----- | ----- | ----- | ---- | ---- | ---- | ---- |
| 1 184 | 1 220 | 1 183 | 1 078 | 1 022 | 941  | 935  | 829  | 766  |

| 1962 | 1968 | 1975 | 1982 | 1990 | 1999 | 2005 | 2006 | 2010 |
| ---- | ---- | ---- | ---- | ---- | ---- | ---- | ---- | ---- |
| 745  | 643  | 621  | 612  | 604  | 619  | 590  | 596  | 590  |

| 2015 | 2020 | 2022 | - | - | - | - | - | - |
| ---- | ---- | ---- | - | - | - | - | - | - |
| 612  | 592  | 584  | - | - | - | - | - | - |

### Sports
- En 2020, en cyclisme, le Grand Étang de Saint-Estèphe est lieu d'arrivée après 173,9 km de course, de la 2e étape du Tour du Limousin-Nouvelle-Aquitaine, qui débute à la base départementale de Rouffiac. L'étape est remportée par le Colombien Fernando Gaviria.

## Économie

### Emploi
En 2015, parmi la population communale comprise entre 15 et 64 ans, les actifs représentent 242 personnes, soit 39,5 % de la population municipale. Le nombre de chômeurs (trente) a augmenté par rapport à 2010 (dix-huit) et le taux de chômage de cette population active s'établit à 12,4 %.

### Établissements
Au 31 décembre 2015, la commune compte soixante établissements, dont trente au niveau des commerces, transports ou services, onze dans la construction, dix dans l'agriculture, la sylviculture ou la pêche, cinq dans l'industrie, et quatre relatifs au secteur administratif, à l'enseignement, à la santé ou à l'action sociale.

## Culture locale et patrimoine

### Lieux et monuments
- Menhir de Fixard.
- Vestiges de la cella grandmontaine de Badeix ou prieuré Notre-Dame et Saint-Jean-Porte-Latine de Badeix, inscrits aux monuments historiques depuis 1938[58],[59].
- Église romane Saint-Étienne, modifiée aux XVe et XVIIe siècles.
- Château du Brieudet du XIIIe siècle, établi au sommet d'une motte et dont il ne reste que des vestiges[60].
- Château de Puycharnaud, XIXe siècle, rebâti à la suite d'un incendie[61] vers 1875 sur les restes du repaire de Maisonneuve qui datait de 1596[62].
- Grand étang de Saint-Estèphe : pêche, canoë, baignade (surveillée en juillet-août), camping, loisirs sportifs.
- Un peu plus loin dans la forêt le Roc Branlant, un énorme rocher, et le Chapelet du Diable, un chaos de granit.

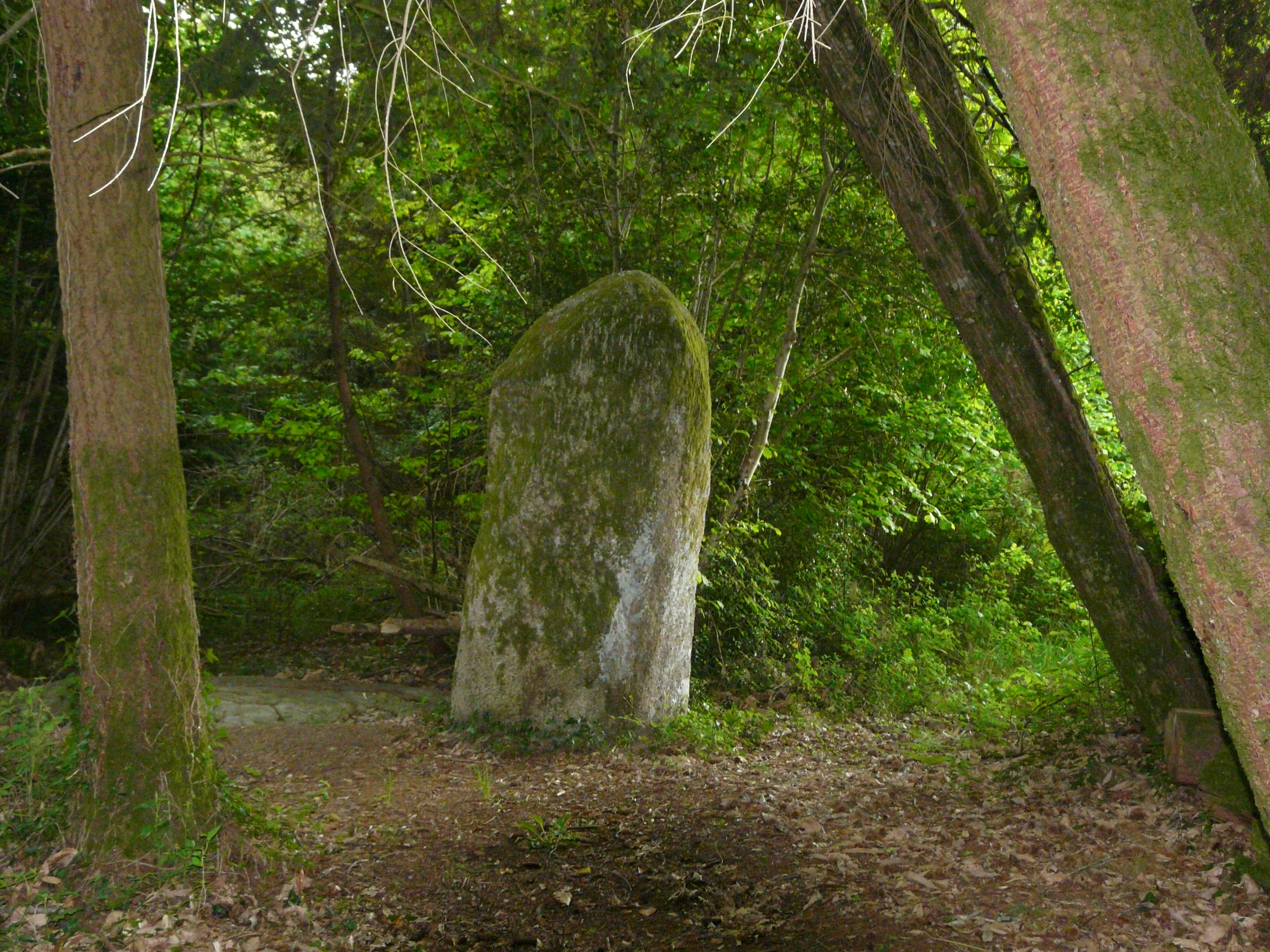
Le menhir de Fixard.
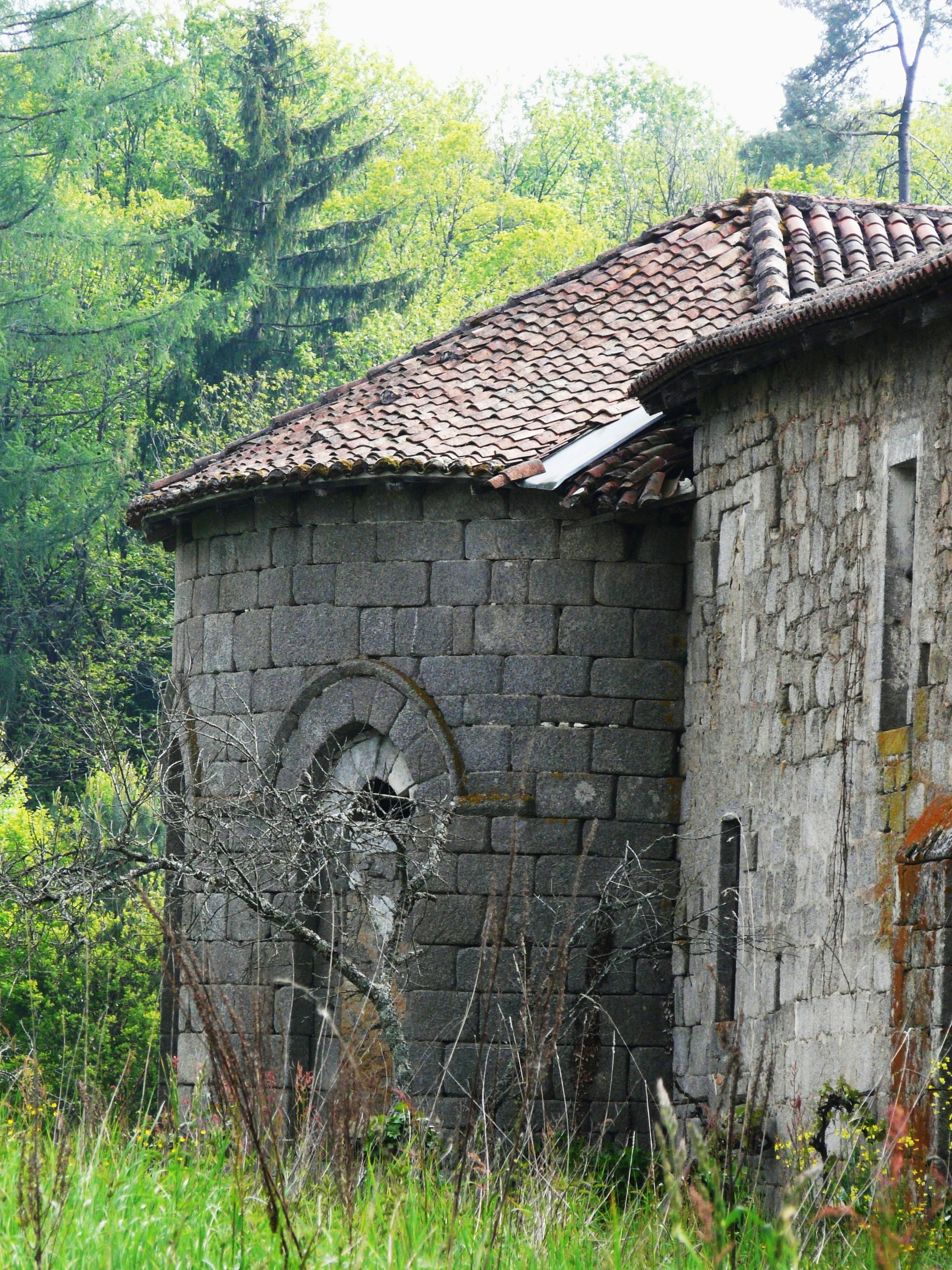
Le chevet de l'ancienne chapelle de Badeix.
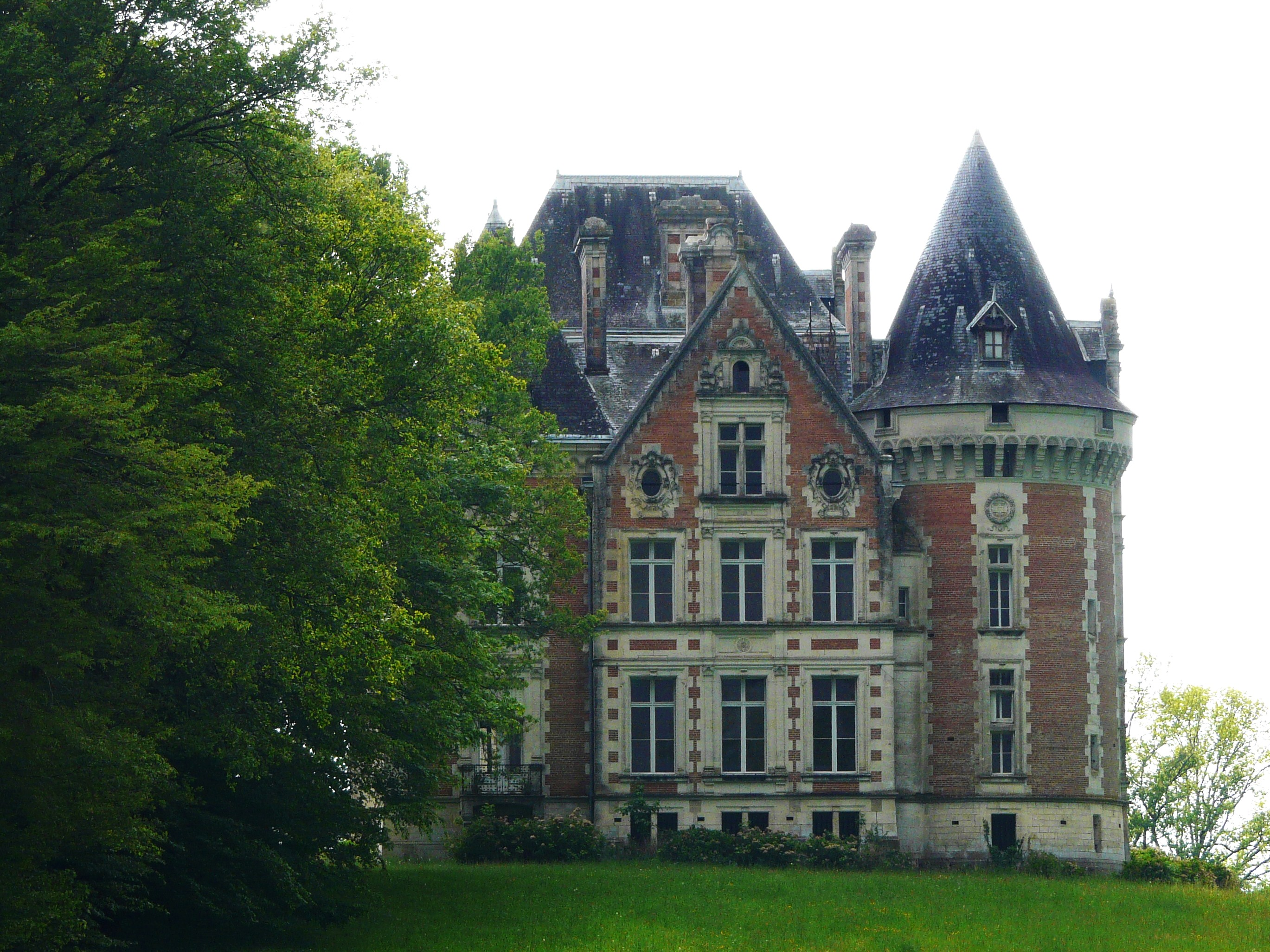
Le château de Puycharnaud.
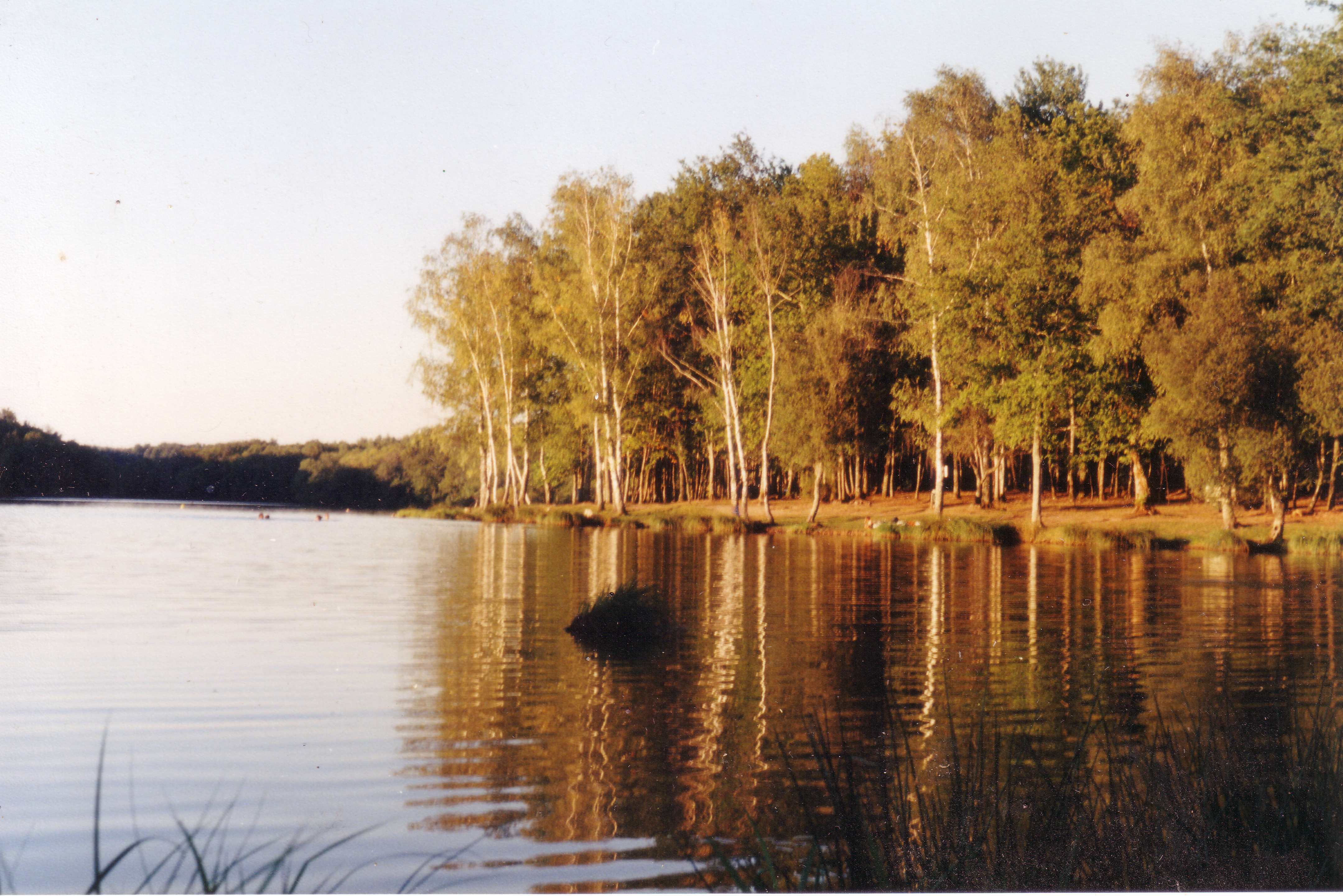
Le côté sauvage de l'étang en 1997.
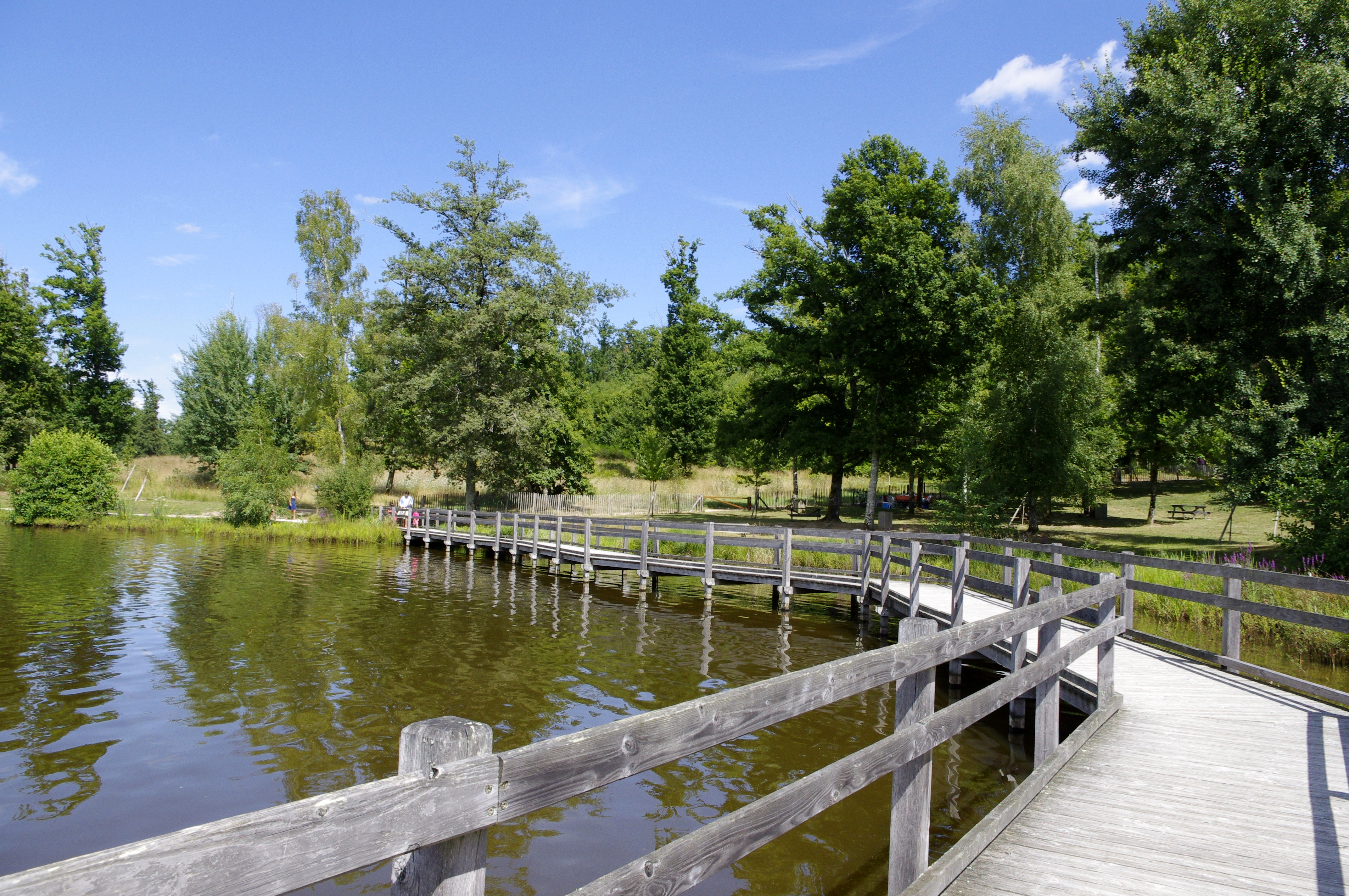
Le même côté de l'étang après l'aménagement.
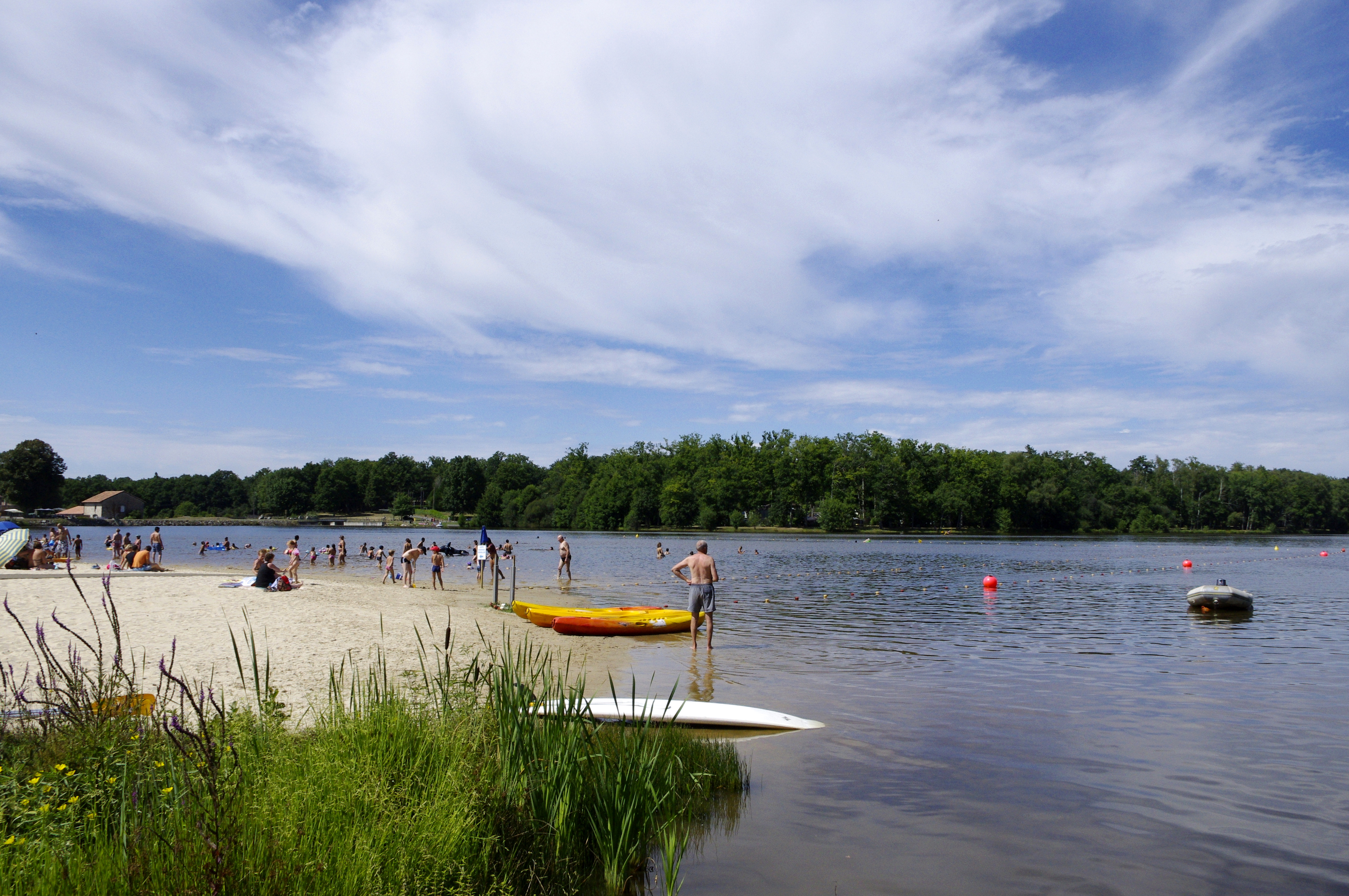
La plage aménagée de l'étang.
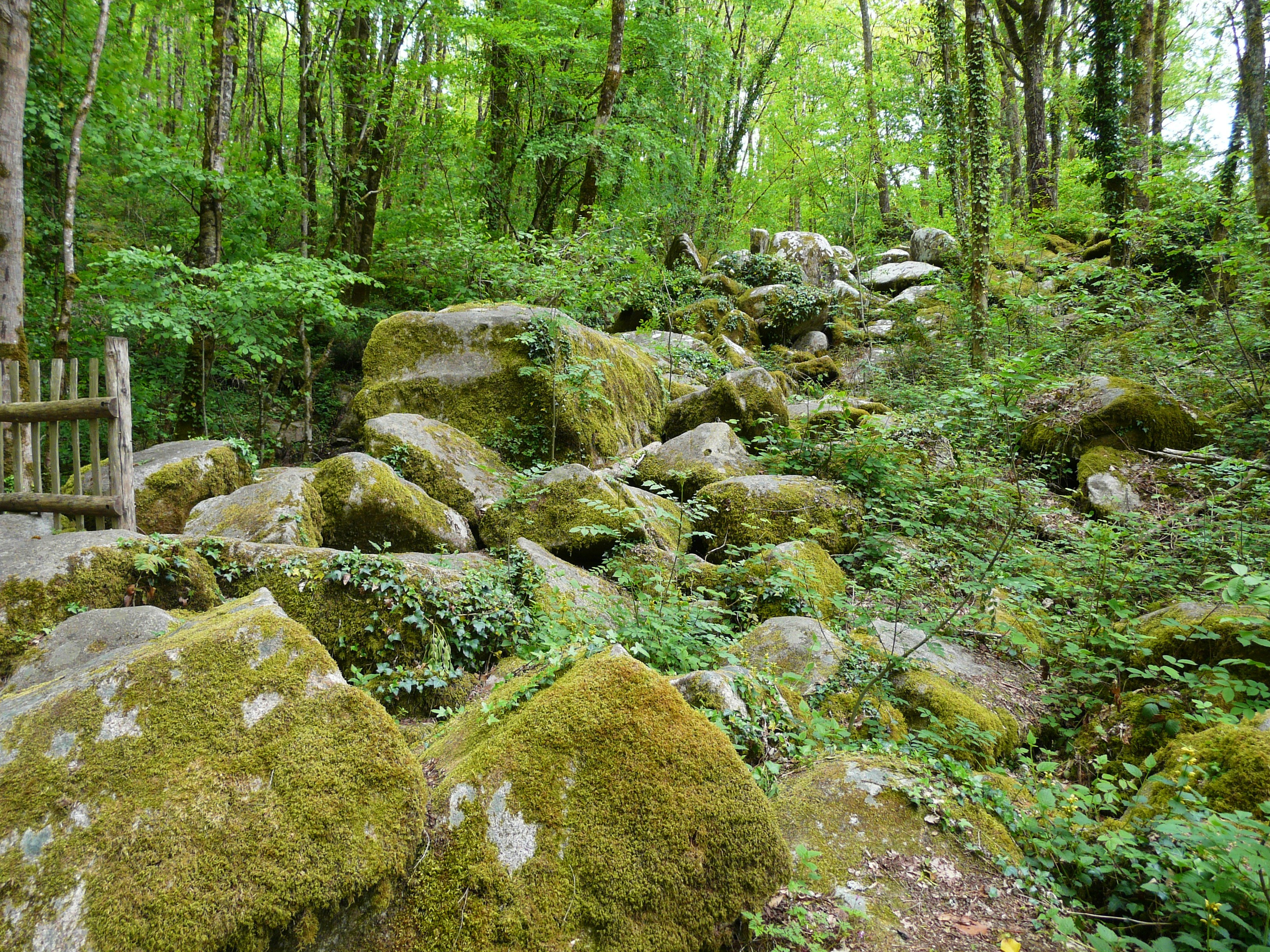
Le Chapelet du Diable.

### Patrimoine naturel

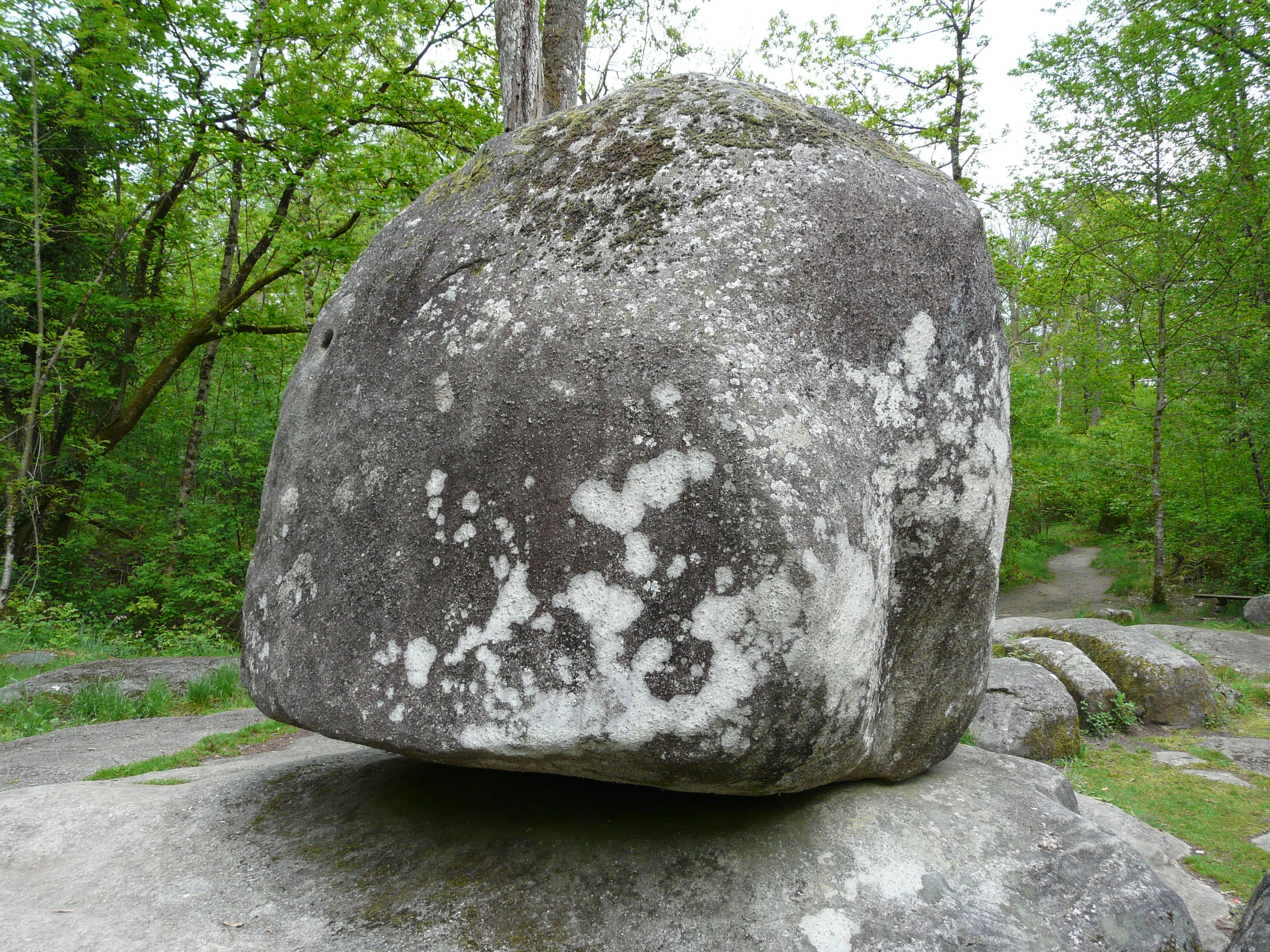
Le Roc branlant.

La commune fait partie du parc naturel régional Périgord-Limousin depuis la création de celui-ci en 1998, adhésion renouvelée en 2011.
Au sud-est du territoire communal, les vallées de la Doue et d'un de ses affluents sont protégées dans leur traversée de la commune au titre de la zone naturelle d'intérêt écologique, faunistique et floristique (ZNIEFF) de type I « Vallées du réseau hydrographique du Bandiat » dont la flore est constituée de près d'une centaine d'espèces de plantes, dont deux sont considérées comme déterminantes : l'aigremoine élevée, ou aigremoine odorante (Agrimonia procera) et la jacinthe des bois, ou jacinthe sauvage (Hyacinthoides non-scripta),.
Deux sites naturels situés le long du cours de la Doue font l'objet de protections :
- site classé, le Grand étang de Saint-Estèphe s'étend sur 21 hectares[68]. C'est un espace naturel sensible géré par le Conseil général de la Dordogne[69] ;
- en aval de ce plan d'eau, le monolithe du Roc branlant (site naturel classé depuis 1934[70], géomorphosite mis en valeur depuis les années 2010 par divers partenaires institutionnels et scientifiques)[71], le Chapelet du diable sous lequel s'écoule la Doue, et l'étang des Cygnes où elle se déverse ont d'abord été protégés en 1934 (par un classement et une inscription) avant qu'un décret de 2011 n'étende le site aux Petits Moulins et jusqu'en bordure du bourg de Saint-Estèphe. Au total, ce sont donc 38,5 hectares qui sont classés pour leur côté pittoresque mais aussi pour les légendes liées à ces lieux[72].

### Patrimoine environnemental
Le GR4 de Royan à Grasse passe au nord-est de la commune à Bridarias.

### Personnalités liées à la commune
- René Dutin (1933-2019), ancien député de la Dordogne, fut maire de la commune de Saint-Estèphe de 1965 à 2001.

### Cinéma
Plusieurs épisodes de Camping Paradis ont été tournés par Laurent Ournac sur le site du grand étang de la commune.

### Héraldique
| Blason de Saint-Estèphe | Blason  | D'azur au chêne terrassé de sinople*, chargé de douze glands d'or et surmonté d'une couronne fermée du même.                              |
| Blason de Saint-Estèphe | Détails | * Il y a là non-respect de la règle de contrariété des couleurs : ces armes sont fautives (sinople sur azur). Adopté le 13 décembre 2002. |

## Pour approfondir